# Gonaganur, Ramdurg
Gonaganur là một làng thuộc tehsil Ramdurg, huyện Belgaum, bang Karnataka, Ấn Độ.